# Gryfiński
Gryfiński là một huyện thuộc tỉnh Zachodniopomorskie của Ba Lan. Huyện có diện tích 1870 km². Đến ngày 1 tháng 1 năm 2011, dân số của huyện là 82727 người và mật độ 44 người/km².